# Coppa del Mondo juniores di slittino 2003
La Coppa del Mondo juniores di slittino 2002/03, decima edizione della manifestazione organizzata dalla Federazione Internazionale Slittino, è iniziata il 14 dicembre 2002 a Igls, in Austria e si è conclusa l'8 febbraio 2003 ad Altenberg, in Germania. Si sono disputate quindici gare: cinque nel singolo uomini, nel singolo donne e nel doppio in cinque differenti località.
L'appuntamento clou della stagione sono stati i campionati mondiali juniores 2003 disputatisi sulla pista di Königssee, in Germania, competizione non valida ai fini della Coppa del Mondo.

## Risultati

### Singolo uomini
| Data                        | Località  | Nazione     | Primo classificato       | Secondo classificato | Terzo classificato         |
| --------------------------- | --------- | ----------- | ------------------------ | -------------------- | -------------------------- |
| 14-15 dicembre 2002         | Igls      | Austria     | Nico Oetzel Germania     | Denis Bertz Germania | Patrick Dietzsch Germania  |
| 11 gennaio 2003             | Calgary   | Canada      | Jeff Christie Canada     | Samuel Edney Canada  | Andi Langenhan Germania    |
| 19 gennaio 2003             | Park City | Stati Uniti | Logan Gastio Stati Uniti | Jeff Christie Canada | Aleksandr Kas'janov Russia |
| 31 gennaio-1º febbraio 2003 | Oberhof   | Germania    | Nico Oetzel Germania     | Denis Bertz Germania | Samuel Edney Canada        |
| 8 febbraio 2003             | Altenberg | Germania    | Samuel Edney Canada      | Denis Bertz Germania | Nico Oetzel Germania       |

### Singolo donne
| Data                        | Località  | Nazione     | Prima classificata       | Seconda classificata         | Terza classificata      |
| --------------------------- | --------- | ----------- | ------------------------ | ---------------------------- | ----------------------- |
| 14-15 dicembre 2002         | Igls      | Austria     | Nina Reithmayer Austria  | Anja Eberhardt Germania      | Tatjana Hüfner Germania |
| 10 gennaio 2003             | Calgary   | Canada      | Nina Reithmayer Austria  | Corinna Martini Germania     | Amanda Byrne Canada     |
| 18 gennaio 2003             | Park City | Stati Uniti | Nina Reithmayer Austria  | Samantha Retrosi Stati Uniti | Madison Dupuis Canada   |
| 31 gennaio-1º febbraio 2003 | Oberhof   | Germania    | Corinna Martini Germania | Nina Reithmayer Austria      | Heike Kobylka Germania  |
| 8 febbraio 2003             | Altenberg | Germania    | Tatjana Hüfner Germania  | Corinna Martini Germania     | Nina Reithmayer Austria |

### Doppio
| Data                        | Località  | Nazione     | Primi classificati                         | Secondi classificati                        | Terzi classificati                         |
| --------------------------- | --------- | ----------- | ------------------------------------------ | ------------------------------------------- | ------------------------------------------ |
| 14-15 dicembre 2002         | Igls      | Austria     | Matthew Mortensen Garon Thorne Stati Uniti | Tobias Wendl Tobias Arlt Germania           | Yukio Griffall Dan Joye Stati Uniti        |
| 10 gennaio 2003             | Calgary   | Canada      | Samuel Edney Gwyn Lewis Canada             | Yukio Griffall Dan Joye Stati Uniti         | Matthew Mortensen Garon Thorne Stati Uniti |
| 18 gennaio 2003             | Park City | Stati Uniti | Matthew Mortensen Garon Thorne Stati Uniti | Samuel Edney Gwyn Lewis Canada              | Yukio Griffall Dan Joye Stati Uniti        |
| 31 gennaio-1º febbraio 2003 | Oberhof   | Germania    | Yukio Griffall Dan Joye Stati Uniti        | Matthew Mortensen Garon Thorne Stati Uniti  | Mike Gerner Christian Weise Germania       |
| 8 febbraio 2003             | Altenberg | Germania    | Yukio Griffall Dan Joye Stati Uniti        | Ivan Nevmeržickij Vladimir Prochorov Russia | Peter Penz Georg Fischler Austria          |

## Classifiche

### Singolo uomini
| Pos. | Nome           | Nazione  | IGL | CAL | PKC | OBE | ALT | Totale |
| ---- | -------------- | -------- | --- | --- | --- | --- | --- | ------ |
| 1    | Samuel Edney   | Canada   | -   | 2   | 10  | 3   | 1   | 291    |
| 2    | Jeff Christie  | Canada   | -   | 1   | 2   | 6   | 9   | 279    |
| 3    | Nico Oetzel    | Germania | 1   | -   | -   | 1   | 3   | 270    |
| 4    | Denis Bertz    | Germania | 2   | -   | -   | 2   | 2   | 255    |
| 5    | Daniel Pfister | Austria  | 4   | 6   | 5   | 9   | 13  | 234    |

### Singolo donne
| Pos. | Nome             | Nazione  | IGL | CAL | PKC | OBE | ALT | Totale |
| ---- | ---------------- | -------- | --- | --- | --- | --- | --- | ------ |
| 1    | Nina Reithmayer  | Austria  | 1   | 1   | 1   | 2   | 3   | 455    |
| 2    | Corinna Martini  | Germania | 4   | 2   | -   | 1   | 2   | 330    |
| 3    | Heike Kobylka    | Germania | 5   | 6   | -   | 3   | 5   | 230    |
| 3    | Tatjana Hüfner   | Germania | 3   | -   | -   | 4   | 1   | 230    |
| 5    | Stefanie Rudolph | Germania | 10  | 5   | -   | 5   | 6   | 196    |

### Doppio
| Pos. | Nome                           | Nazione     | IGL | CAL | PKC | OBE | ALT | Totale |
| ---- | ------------------------------ | ----------- | --- | --- | --- | --- | --- | ------ |
| 1    | Yukio Griffall Dan Joye        | Stati Uniti | 3   | 2   | 3   | 1   | 1   | 425    |
| 2    | Matthew Mortensen Garon Thorne | Stati Uniti | 1   | 3   | 1   | 2   | 6   | 405    |
| 3    | Peter Penz Georg Fischler      | Austria     | 4   | 4   | 5   | 7   | 3   | 291    |
| 4    | Samuel Edney Gwyn Lewis        | Canada      | -   | 1   | 2   | 6   | 8   | 277    |
| 5    | Tobias Wendl Tobias Arlt       | Germania    | 2   | 6   | -   | 4   | 5   | 250    |